# Acrocercops albomaculella
Acrocercops albomaculella là một loài bướm đêm thuộc họ Gracillariidae. Loài này có ở Queensland.